# سول ۲۲۸۱۵
سیارک ۲۲۸۱۵ (به انگلیسی: 22815 Sewell، نامگذاری:1999RN18) بیست و دو هزار و هشتصد و پانزدهمین سیارک کشف شده‌است که در ۷ سپتامبر ۱۹۹۹ کشف شد.
قدر مطلق سیارک برابر ۱۱.۷ است.